# فرانگا
فرانگا (به انگلیسی: Franga) یکای پول رایج در کشور آلبانی است. مسئولیت کنترل این یکای پول برعهدهٔ بانک مرکزی آلبانی قرار دارد.